# シロテテナガザル

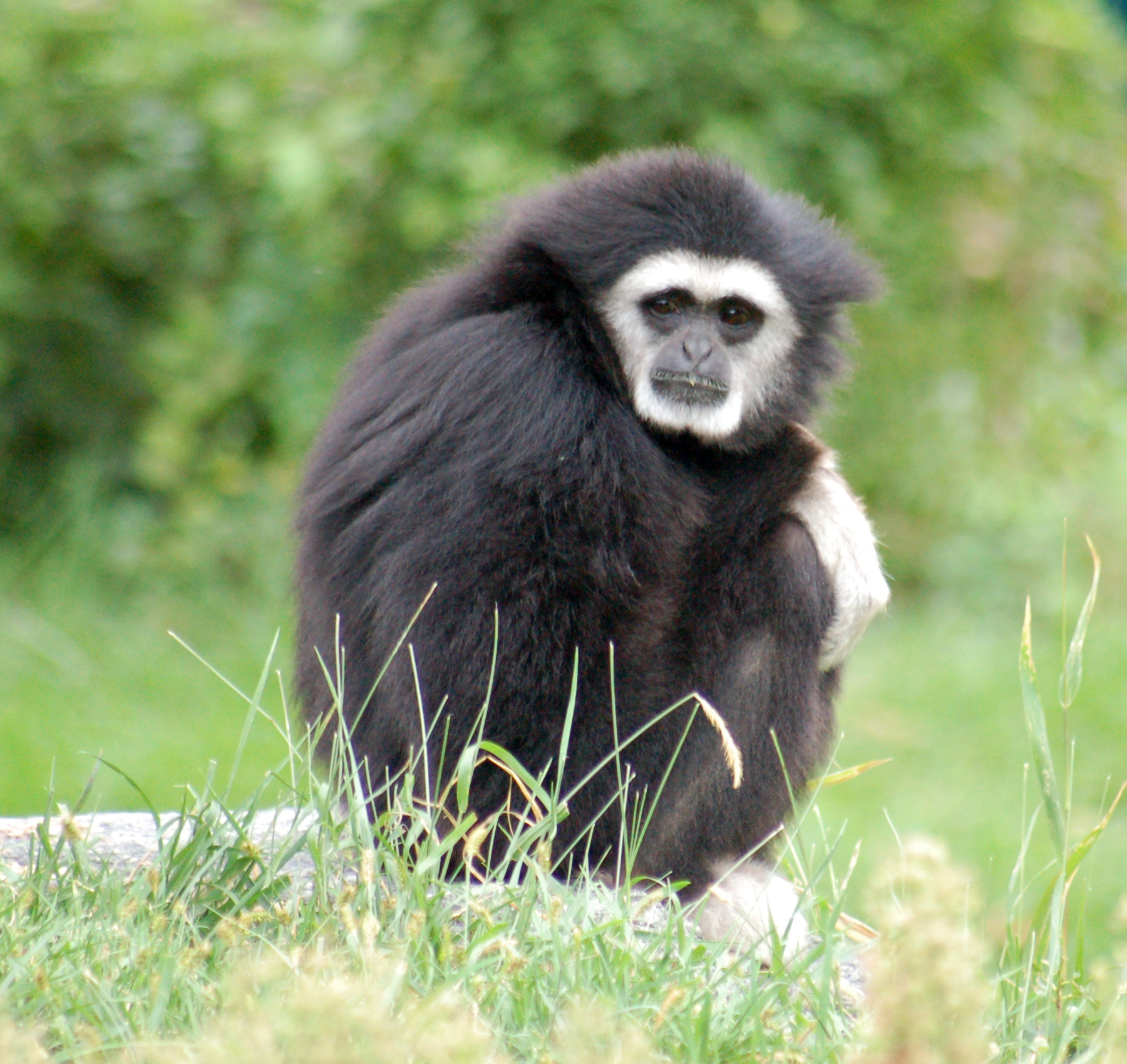
体毛の黒い個体。体毛の色彩は違うが、顔や四肢の先端が白いのがわかる。

シロテテナガザル（白手手長猿、学名：Hylobates lar）は、霊長目テナガザル科テナガザル属に分類されるサル。馴染み深いテナガザルの一種で、多くの動物園で見ることができる。特定動物。

## 分布
中国南西部、インドネシア（スマトラ島北西部）、カンボジア、タイ、ベトナム、マレーシア（マレー半島）ミャンマー東部

## 形態
本種の体毛は、部位により黒に近い暗褐色から淡褐色まで多岐に渡る。これは亜種や地域には関係なく個体変異の範疇である。黒い顔の周りを白色の毛が輪のように覆っている。四肢の先端部も白色であることが和名の由来。
体色、体サイズに性差はほとんど見られない。他のテナガザルと同様、長い腕を持ち、尾はない。

## 亜種
シロテテナガザルには5亜種が存在する。
- マレーシアシロテテナガザル(Malaysian Lar Gibbon), Hylobates lar lar
- カーペンターシロテテナガザル(Carpenter's Lar Gibbon), Hylobates lar carpenteri
- セントラルシロテテナガザル(Central Lar Gibbon), Hylobates lar entelloides
- スマトラシロテテナガザル(Sumatran Lar Gibbon), Hylobates lar vestitus
- ユンナンシロテテナガザル(Yunnan Lar Gibbon), Hylobates lar yunnanensis

これ以外にボウシテナガザルをシロテテナガザルと同種とする説もある（両者は交配可能）が、両者の鳴き声が全く異なる事やボウシテナガザルは特徴的な体色があることから別種にされることが多い。

## 生態
昼行性、樹上性で、熱帯雨林に生息している。地上に降りることは滅多になく、長い腕を使い樹から樹へ腕わたり(ブラキエーション)をする。鈎型の手で振り子のようにはずみをつけ、勢いよく枝から枝へ移動する。そのため、握力やジャンプ力が極めて発達している。一夫一婦のつがいを形成し、このペア関係は生涯持続する。家族集団は固定した縄張りを持ち、ほえ声で威嚇することで他のテナガザルを自分達の縄張りに寄せ付けない。
主要な栄養源は果実で、その他に葉や芽、昆虫類も食べる。
他のテナガザルと同様、妊娠期間は7ヶ月で、通常は1仔産である。子どもは約2年間授乳され、およそ8年で性成熟する。野生下での平均寿命は25年といわれる。
天敵として トラ、ヒョウ、ウンピョウ、アジアゴールデンキャット、ドールがいる。

## 保全状況評価
国際自然保護連合（IUCN）のレッドリストにて絶滅危惧IB類に指定されている。
ENDANGERED (IUCN Red List Ver. 3.1 (2001))
- ワシントン条約附属書I

## 人間との関係
シロテテナガザルは種々の脅威にさらされている。食肉のために狩られたり、子どもをペットとして捕らえるために親が殺されたりする。最大の脅威は居住地の喪失である。プランテーションや畑、人間の居住地創設のために、東南アジアでは森林伐採が猛スピードで進んでいる。国立公園や自然保護区も存在するが、監視が行き届いていないのが現状である。